# Canada's Drag Race
Canada’s Drag Race is een Canadese spin-offtelevisieserie van RuPaul's Drag Race. De serie is de eerste Engelstalige dragrace die niet door RuPaul wordt gepresenteerd.

## Overzicht van de seizoenen
| Seizoen | Premiere         | Finale           | Winnaar        | Tweede                  | Miss Congeniality | Aantal deelnemers | Aantal afleveringen |
| ------- | ---------------- | ---------------- | -------------- | ----------------------- | ----------------- | ----------------- | ------------------- |
| 1       | 2 Juli 2020      | 3 September 2020 | Priyanka       | Rita Baga Scarlett BoBo | Tynomi Banks      | 12                | 10                  |
| 2       | 14 Oktober 2021  | 16 December 2021 | Icesis Couture | Kendall Gender Pythia   | Suki Doll         | 12                | 10                  |
| 3       | 14 Juli 2022     | 9 September 2022 | Gisèle Lullaby | Jada Shada Hudson       | Vivian Vanderpuss | 12                | 9                   |
| CvTW    | 18 November 2022 | 23 December 2022 | Ra’Jah O’Hara  | Silky Nutmeg Ganache    | Anita Wigl'it     | 9                 | 6                   |
| 4       | 16 November 2023 |                  |                |                         |                   | 11                | 9                   |

## Seizoen 1

### Deelnemers
(Genoemde leeftijd, namen en woonplaatsen waren ten tijde van de opnames.)
| Deelnemer           | Leeftijd | Woonplaats                  | Uitkomst |
| ------------------- | -------- | --------------------------- | -------- |
| Priyanka            | 28       | Toronto, Ontario            | Winnaar  |
| Rita Baga           | 32       | Montreal, Quebec            | 2e plek  |
| Scarlett BoBo       | 29       | Toronto, Ontario            | 2e plek  |
| Jimbo               | 36       | Victoria, British Columbia  | 4e plek  |
| Lemon               | 23       | New York, New York          | 5e plek  |
| Ilona Verley        | 24       | Vancouver, British Columbia | 6e plek  |
| BOA                 | 24       | Windsor, Ontario            | 7e plek  |
| Kiara               | 22       | Montreal, Quebec            | 8e plek  |
| Tynomi Banks        | 38       | Toronto, Ontario            | 9e plek  |
| Anastarzia Anaquway | 37       | East York, Ontario          | 10e plek |
| Kyne                | 21       | Kitchener-Waterloo, Ontario | 11e plek |
| Juice Boxx          | 30       | Essex, Ontario              | 12e plek |

### Gastpresentatoren
| Aflevering | Gastpresentator | Beroep                                  |
| ---------- | --------------- | --------------------------------------- |
| 1          | Elisha Cuthbert | Actrice, model                          |
| 2          | Jade Hassouné   | Acteur, danser, zanger                  |
| 3          | Deborah Cox     | Singer-songwriter, actrice              |
| 4          | Evan Biddell    | Winnaar Project Runway Canada seizoen 1 |
| 5          | Mary Walsh      | Actrice, comédienne, schrijfster        |
| 6          | Tom Green       | Acteur, komiek                          |
| 7          | Allie X         | Singer-songwriter                       |
| 8          | Amanda Brugel   | Actrice                                 |
| 9          | Michelle Visage | Vast jurylid van RuPaul's Drag Race     |
| 10         | Traci Melchor   | Televisiepersoonlijkheid                |

## Canada's Drag Race vs The World

### Deelnemers
| Land                | Deelnemer            | Leeftijd | Origineel seizoen                        | Originele ranking | Uitkomst |
| ------------------- | -------------------- | -------- | ---------------------------------------- | ----------------- | -------- |
| Verenigde Staten    | Ra'Jah O'hara        | 37       | RuPaul's Drag Race: Seizoen 11           | 9e                | Winnaar  |
| Verenigde Staten    | Ra'Jah O'hara        | 37       | RuPaul's Drag Race All Stars: Seizoen 6  | 2e                |          |
| Verenigde Staten    | Silky Nutmeg Ganache | 32       | RuPaul's Drag Race: Seizoen 11           | 3/4e              | 2e       |
| Verenigde Staten    | Silky Nutmeg Ganache | 32       | RuPaul's Drag Race All Stars: Seizoen 6  | 11e               |          |
| Canada              | Rita Baga            | 34       | Canada's Drag Race: Seizoen 1            | 2e                | 3/4e     |
| Verenigd Koninkrijk | Victoria Scone       | 29       | RuPaul's Drag Race UK: Seizoen 3         | 10e               |          |
| Verenigd Koninkrijk | Vanity Milan         | 30       | RuPaul's Drag Race UK: Seizoen 3         | 4e                | 5e       |
| Canada              | Icesis Couture       | 35       | Canada's Drag Race: Seizoen 2            | 1e                | 6e       |
| Nieuw-Zeeland       | Anita Wigl'it        | 32       | RuPaul's Drag Race Down Under: Seizoen 1 | 8e                | 7e       |
| Canada              | Stephanie Prince     | 25       | Canada's Drag Race: Seizoen 2            | 10e               | 8e       |
| Canada              | Kendall Gender       | 31       | Canada's Drag Race: Seizoen 2            | 2e                | 9e       |

## Seizoen 4
| Deelnemer                 |
| ------------------------- |
| Melinda Verga             |
| Kitten Kaboodle           |
| Venus                     |
| Aimee Yonce Shennel       |
| Denim                     |
| Nearah Nuff               |
| Kiki Coe                  |
| Aurora Matrix             |
| Luna DuBois               |
| The Girlfriend Experience |
| Sisi Superstar            |